# Chapelle Notre-Dame-de-l'Aube
Pour les articles homonymes, voir Chapelle Notre-Dame.
La chapelle Notre-Dame de l'Aube est une chapelle du XIIe siècle, située sur la commune d'Entrecasteaux, dans le Var.

## Historique
La chapelle Notre-Dame de l'Aube est classée au titre des monuments historiques par arrêté du 25 mars 1980.
Des travaux de restauration et consolidation du mur d'enceinte ont eu lieu en 2008.